# Campo Alegre (Santa Catarina)
Campo Alegre è un comune del Brasile nello Stato di Santa Catarina, parte della mesoregione del Norte Catarinense e della microregione di São Bento do Sul.